# Mazaly Aguilar

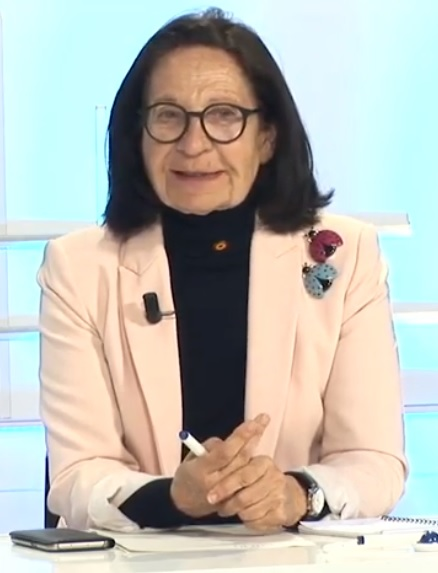
Mazaly Aguilar (2019)

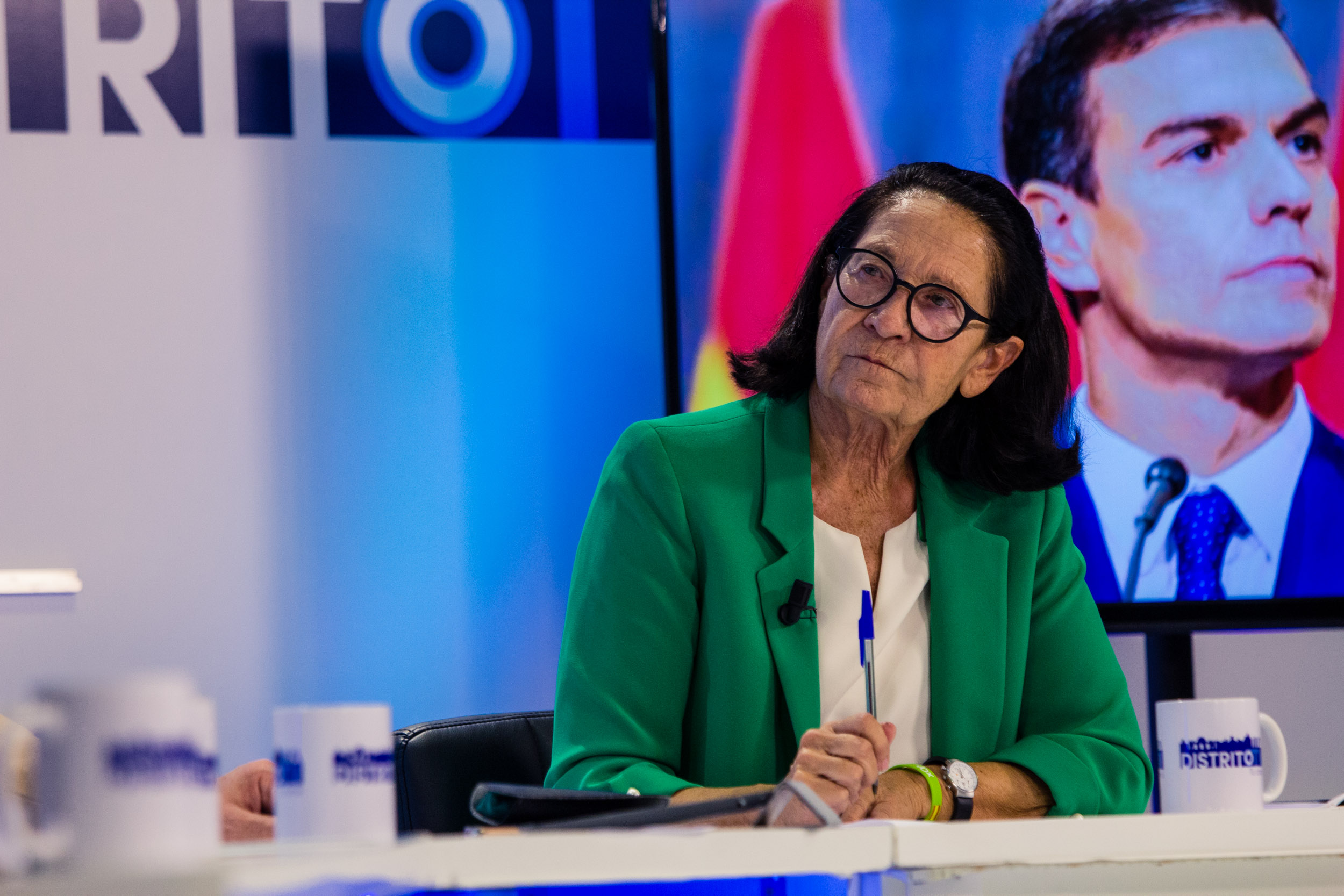
Mazaly Aguilar (2018)

María Esperanza Araceli Aguilar Pinar (genannt Mazaly; geboren am 20. September 1949 in Cuenca) ist eine spanische Politikerin (Vox). Seit der Europawahl 2019 ist sie Mitglied des Europäischen Parlaments als Teil der EKR-Fraktion.

## Leben

### Berufliche Laufbahn
Mazaly Aguilar hat einen Abschluss in Wirtschaftswissenschaften und Betriebswirtschaft von der Universität Complutense Madrid und in Rechtswissenschaften von der Universidad Nacional de Educación a Distancia sowie einen Master-Abschluss in institutioneller und Unternehmenskommunikation. 
Seit 1993 ist sie mit dem Bereich der Veranstaltungsorganisation, des Protokolls und der institutionellen Beziehungen von Unternehmen wie Grupo Banesto, Trasmediterránea und Vodafone. Nachdem sie für die Bank of America und die BBVA gearbeitet hatte, trat sie 1991 in die Banesto-Gruppe ein. 1993 übernahm sie von einer der Tochtergesellschaften der Gruppe die Verantwortung für die Organisation von Großveranstaltungen. Zwei Jahre später übernahm sie in einer anderen Tochtergesellschaft auch die Leitung von Werbekampagnen und Promotion. Zwischen 1997 und 1998 leitete sie die institutionellen Beziehungen von Trasmediterránea und ab 1999 übernahm sie bei Vodafone (Airtel) die Leitung des Büros des Vorstandsvorsitzenden, dann die Leitung der Außenbeziehungen und des Protokolls und von 2003 bis zuletzt die Leitung der Außenbeziehungen. Insgesamt war sie über 25 Jahre lang im Privatsektor tätig.
Aguilar dozierte auch an der Universität Villanueva und der Escuela Internacional de Protocolo in Madrid.

### Politische Laufbahn
Mazaly Aguilar ist seit 2015 Mitglied der nationalkonservativen, rechtspopulistischen Partei Vox. Sie ist stellvertretende Vorsitzende der Partei und im Vorstand verantwortlich für die Beziehungen zu privaten Organisationen und öffentlichen Einrichtungen.
2019 nominierte die Partei sie für den zweiten Listenplatz der Wahlliste für die Europawahl 2019. Vox gewann im Vergleich 2014 deutlich an Stimmen hinzu (plus 4,3 Prozent) und errang damit drei der 54 spanischen Mandate, sodass Aguilar direkt einzog. Gemeinsam mit ihren Parteikollegen Jorge Buxadé und Hermann Tertsch trat sie der nationalkonservativen EKR-Fraktion bei. Für die Fraktion ist Aguilar Mitglied im Ausschuss für Landwirtschaft und ländliche Entwicklung, dessen Mitglieder sie zu einer der stellvertretenden Vorsitzenden wählten. Des Weiteren ist sie stellvertretendes Mitglied im Ausschuss für internationalen Handel, Unterausschuss für Sicherheit und Verteidigung sowie im September 2020 eingerichteten Untersuchungsausschuss im Zusammenhang mit dem Schutz von Tieren beim Transport.
Aguilar sieht ihren politischen Fokus vor allem im Bereich der Landwirtschaft und der ländlichen Entwicklung. In medialen Auftritten vor der Europawahl äußerte sie sich jedoch vor allem zum Bereich der Migrationspolitik.

### Privat
Aguilar spricht fließend Französisch und Englisch und ist Mutter von vier Töchtern, von denen eine ebenfalls (und anders als ihre Mutter auch amtlich) Mazaly heißt. Der Vorname ist ein Kunstwort, das je eine Silbe aus jedem ihrer drei Vornamen María Esperanza Araceli umfasst und mit dem Mazaly Aguilar bereits als Kind von ihrer Mutter gerufen wurde.